# Општина Армениш
Општина Армениш (рум. Comuna Armeniș) је општина у жупанији Караш-Северин на западу Румуније. Седиште општине је насеље Армениш. Према попису из 2021. године имала је 2.057 становника.

## Географија
Општина Армениш се налази на западу Румуније у источном делу жупаније Караш-Северин. Простире се на површини од 142,73 . Границе општине су следеће:
- На северу — општина Слатина-Тимиш
- На североистоку — општина Болвашница
- На југу — општина Терегова

## Становништво
| 1992. | 2002. | 2011. | 2021. |
| ----- | ----- | ----- | ----- |
| 3.223 | 2.718 | 2.454 | 2.057 |

Општина Армениш је према попису из 2021. године имала 2.057 становника што је за 397 мање (-16,18%) у односу на попис из 2011. на ком је било 2.454 становника.
На попису из 2021. већину становништва су чинили Румуни (94,85%).
| Етнички састав према попису из 2021.‍ | Етнички састав према попису из 2021.‍ | Етнички састав према попису из 2021.‍ | Етнички састав према попису из 2021.‍ | Етнички састав према попису из 2021.‍ |
| ------------------------------------ | ------------------------------------ | ------------------------------------ | ------------------------------------ | ------------------------------------ |
|                                      |                                      |                                      |                                      |                                      |
| Румуни                               | Румуни                               |                                      | 1.951                                | 94,85%                               |
| Роми                                 | Роми                                 |                                      | 11                                   | 0,53%                                |
| Остали                               | Остали                               |                                      | 4                                    | 0,19%                                |
| Непознато                            | Непознато                            |                                      | 91                                   | 4,42%                                |

### Насеља
Општина се састоји из пет насеља, Армениш, Плопу, Сат Батран, Суб Марђине и Фенеш. Седиште општине и највеће насеље је Армениш.
| Насеље          | Румунски назив | Становништво | Становништво |
| Насеље          | Румунски назив | 2011.        | 2021.        |
| --------------- | -------------- | ------------ | ------------ |
| Армениш         |                | 1.255        | 1.127        |
| Плопу           |                | 6            | 2            |
| Сат Батран      |                | 391          | 292          |
| Суб Марђине     |                | 203          | 166          |
| Фенеш           |                | 599          | 470          |
| Општина Армениш |                | 2.454        | 2.057        |